# Херефордшир
Херефордшир (англ. Herefordshire) — унитарная единица и церемониальное графство на западе Англии.
Образовано 1 апреля 1998 году Комиссией по местному самоуправлению путём раздела неметропольного графства Херефорд-энд-Вустер на унитарное церемониальное графство Херефордшир и неметропольное (с сохранением двухуровневой системы советов) церемониальное графство Вустершир. Входит в состав региона Уэст-Мидлендс. Административный центр и крупнейший город — Херефорд. Население 174 871 человек (45-е место среди церемониальных графств и 94-е место среди районов; данные 2001 г.).

## История
Территория административного графства Херефордшир в 1974 году вошла во вновь образованное неметропольное графство Херефорд-энд-Вустер. В ходе административной реформы в 1998 году Херефордшир стал церемониальным графством, получил функции и полномочия как графства так и района, став унитарной единицей.

## География
Общая площадь территории — 2180 км² (26-е место среди церемониальных графств и 7-е среди районов). Граничит на севере с церемониальным графством Шропшир, на востоке с церемониальным графством Вустершир, на юго-востоке с церемониальным графством Глостершир, на западе с Уэльсом.

## Население
На территории унитарного графства Херефордшир по данным 2011 года проживает 183 477 человек, при средней плотности населения 84 чел./км²).

## Политика
Херефордшир управляется советом унитарной единицы, состоящим из 58 депутатов, избранных в 40 округах. В результате последних выборов 30 мест в совете занимают консерваторы.

## Спорт
В Херефорде, столице Херефордшира, базируется профессиональный футбольный клуб «Херефорд Юнайтед», выступающий в сезоне 2010/2011 во Второй Футбольной Лиге. «Херефорд Юнайтед» принимает соперников на стадионе Эдгар Стрит (5 тыс. зрителей).